# Leopold Zunz

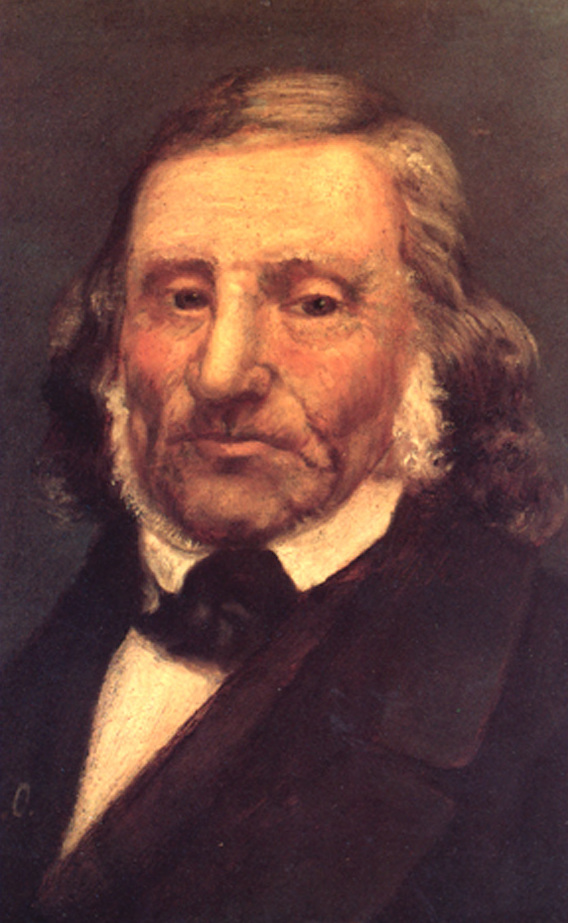
Leopold Zunz

Leopold Zunz (właściwie Jom Tow Lippmann Zunz hebr. יום טוב ליפמן צונץ, ur. 10 sierpnia 1794 w Detmold, zm. 18 marca 1886 w Berlinie) – niemiecki uczony żydowskiego pochodzenia.

## Życiorys
Był badaczem nauki i kultury żydowskiej, zwłaszcza piśmiennictwa judaizmu. Czołowy działacz ruchu naukowego Wissenschaft des Judentums, analizującego piśmiennictwo oraz naukę i kulturę żydowską za pomocą nowoczesnych metod badawczych. W 1918 był jednym ze współzałożycieli towarzystwa Verein für Kultur und Wissenschaft der Juden, początkowo znanego jako Jung-Israel.